# Bolo do caco

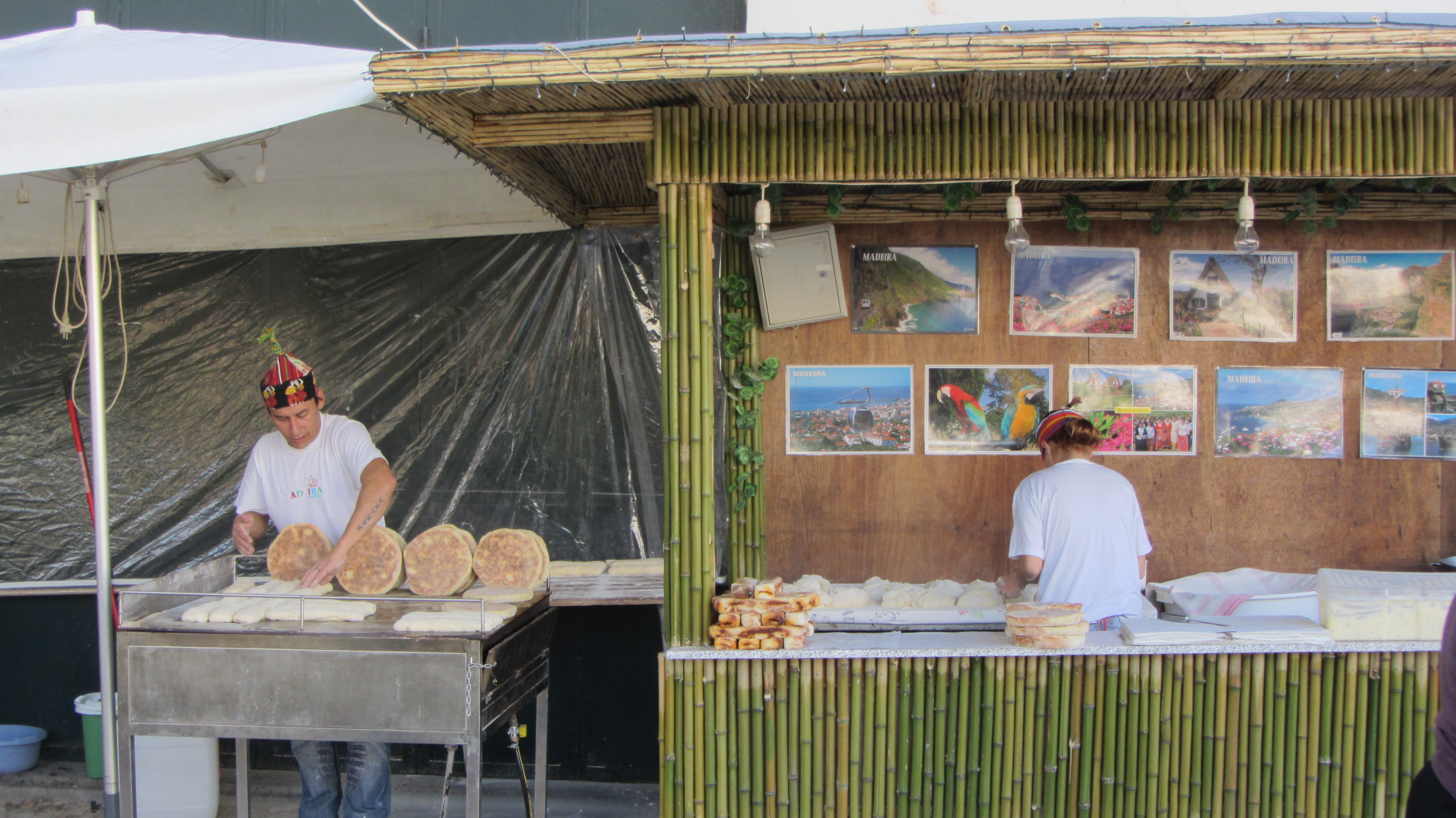
Venta de bolo do caco en las calles de Funchal, capital de la Región Autónoma de Madeira.

El bolo do caco es un pan plano y redondo que se produce tradicionalmente de las islas de Madeira y Porto Santo, en Portugal. El caco es una base de barro, basalto, terracota o hierro que se calienta sobre las brasas y sobre la cual se cuece tradicionalmente el bolo do caco. Es uno de los alimentos emblemáticos de Madeira, y se consume como aperitivo untado con mantequilla o aceite, ajo y perejil, o también como acompañamiento de las comidas diarias.

## Origen
Según la antropóloga francesa Barboff (2008), el trigo fue importado a los archipiélagos de Azores y Madeira en la segunda mitad del siglo XV, en un intento de paliar las frecuentes carencias de cereal. Quizá por esa misma escasez, la masa se alarga con boniato. Varios decretos reales del siglo XVI prohibieron a la población la construcción de hornos privados, obligándolos a acudir a hornos públicos que eran propiedad del Rey, de la Iglesia o de la aristocracia, y por lo tanto eran de pago. Así surge esta receta, que sustituye el horno de leña por azulejos o tejas rotas (cacos de telha). Rápidamente se volvió muy popular en toda la isla de Madeira, especialmente entre las clases humildes. En Azores, el bolo do caco cuenta con un homólogo, el bolo levêdo.

## Elaboración
Como cualquier pan, se compone de harina de trigo, levadura, agua y sal. Sin embargo cuenta con ingrediente poco habitual y ese es el boniato, el cual se pela, se cuece y se hace puré. Se mezclan todos los ingredientes mediante un amasado enérgico, y luego se deja reposar de 2 a 3 horas para que fermente. Luego se divide en porciones pequeñas y se aplanan para obtener una masa con una altura aproximada de 3 cm grosor y 10 cm de diámetro.
Su cocción tradicional se hace sobre una piedra o pieza de cerámica que calienta previamente a alta temperatura. Hoy en día, es posible adquirir placas de metal o de cemento calentadas por llama de gas, las cuales suelen sustituir la piedra utilizada antiguamente para la cocción. El bolo do caco es colocado sobre la piedra y cocido hasta adquirir una corteza delgada, ligeramente tostada. Se voltea una vez para que se cocine por ambos lados.

## Consumo
Normalmente se comen recién hechos, cuando aún están calientes. Se suelen servir como entrante de una comida, untado con mantequilla de ajo y perejil, o para acompañar platos de cerdo o de pescado. También es común cortar el bolo por la mitad y rellenarlo de carne, jamón, pescado, pulpo, etc.